# Hans von Burghausen

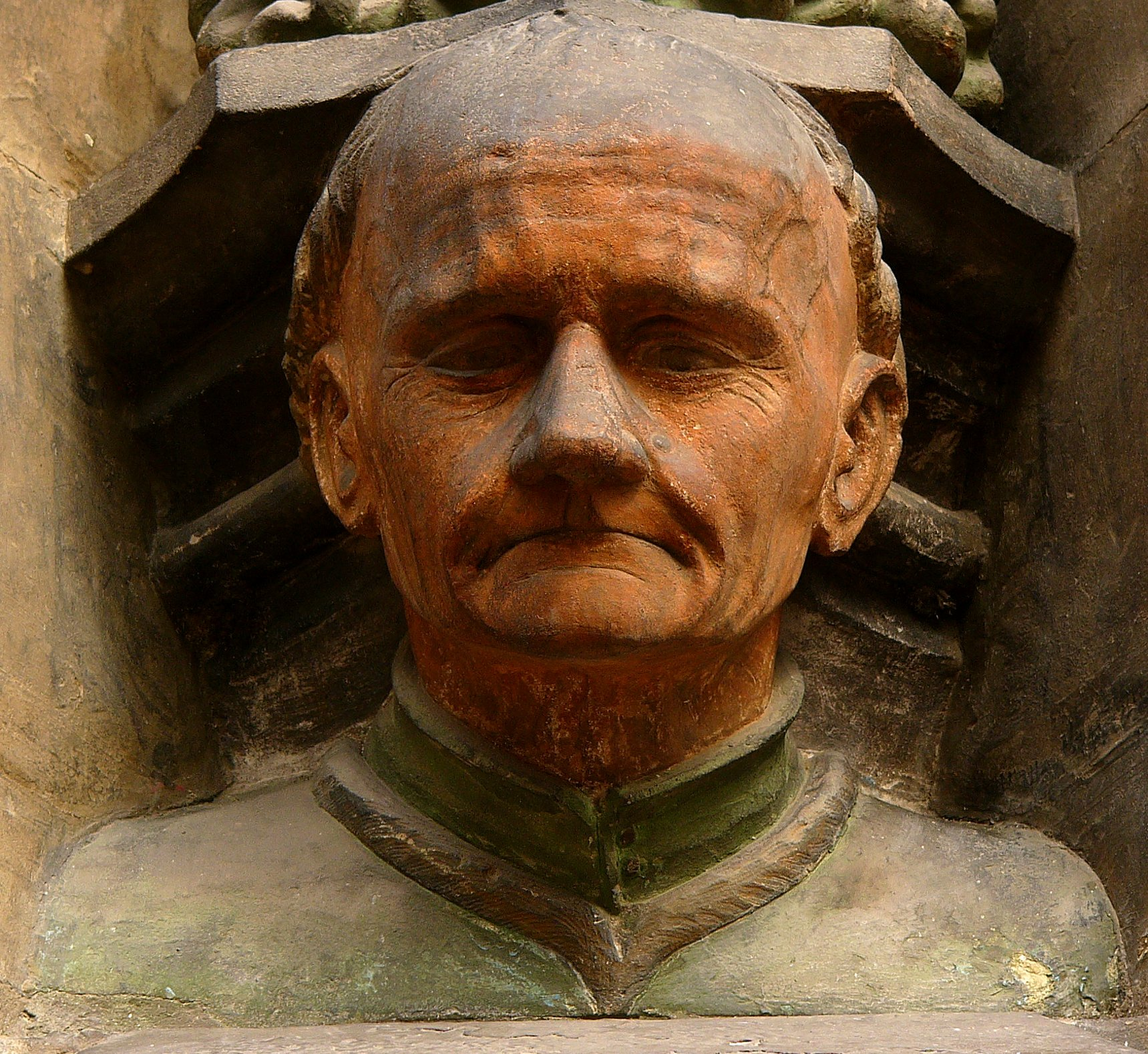
Hans von Burghausen

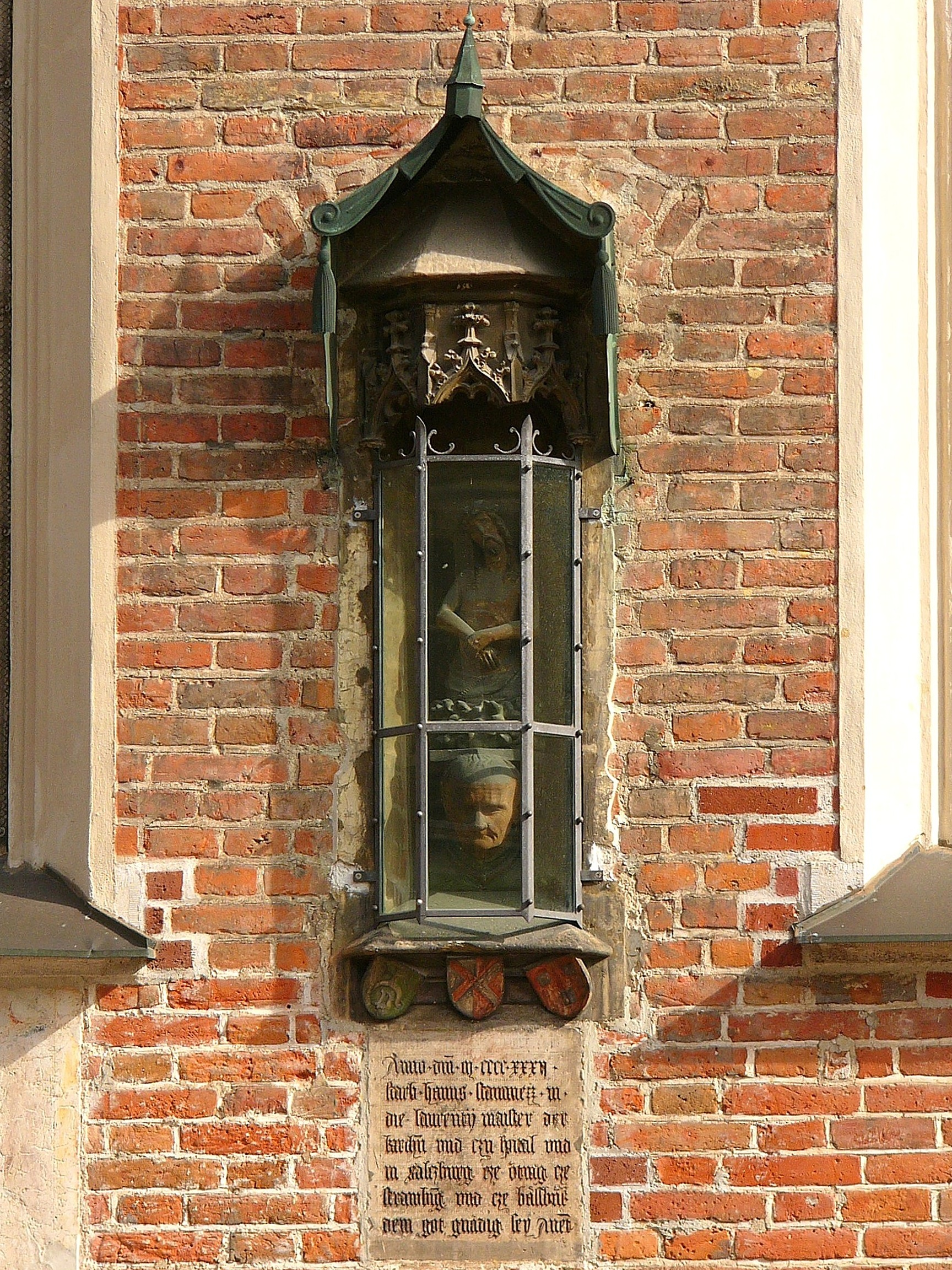
Hans von Burghausen auf einem Gedenkstein an der Außenwand der Martinskirche in Landshut

Hans von Burghausen (* zwischen 1350 und 1360 in Burghausen; † 10. August 1432 in Landshut; eigentlich Hanns Purghauser) war ein deutscher Baumeister der Spätgotik. In der älteren Literatur wurde er oft fälschlicherweise mit Hans Stethaimer oder Hans Krumenauer gleichgesetzt.
Hans von Burghausen lernte sein Handwerk vermutlich bei der Wiener Bauhütte. Er erbaute die Martinskirche in Landshut entscheidend mit (1406–1432), den Chor der Franziskanerkirche in Salzburg, die Kirchen St. Nikolaus in Neuötting, St. Jakob in Straubing und St. Jakob in Wasserburg am Inn sowie viele weitere kleinere Bauten, darunter die St. Barbarakapelle in Meran.
Als sein Hauptwerk  wird die Heilig-Geist-Kirche in Landshut angesehen. Merkmale seiner Bauweise waren dreischiffige Hallenkirchen und niedrige, in die Strebepfeiler eingestellte Kapellen. Als Baumaterial verwendete er Backstein. Die Türme seiner Kirchen gehen von einem quadratischen Grundriss in einen achteckigen Grundriss über.
Wesentliche Anregungen für sein Werk war ein Bau des 14. Jahrhunderts, das von Heinrich Parler erbaute Heilig-Kreuz-Münster von Schwäbisch Gmünd. Dort findet man die Merkmale, die für Hans von Burghausen vorbildlich waren: sehr hohe und schlanke Rundpfeiler sowie der polygonale Bauplan mit Chorumgang. Der Übergang von der basilikalen Bauweise zur Hallenkirche wird besonders deutlich in der Landshuter Heilig-Geist-Spitalkirche, einem äußerst steilen Bau mit einstöckigen Fenstern, die die Vertikalität noch betonen. Die polygonale Choranlage wird durch einen alleinstehenden Pfeiler abgeschlossen, der von dem dahinterliegenden Apsis-Fenster mit Licht umströmt wird.
Die Inschrift auf seinem Epitaph lautet:
Anno . dni . m . cccc . xxxii .
starb . hanns . stainmezz . in .
die laurentii, maister der
kirchn vnd czu spital vnd
in salczburg cze óting cze
strawbi(n)g vnd cze bass(er)bu(r)k
dem got gnadig sey ament
(Im Jahre des Herrn 1432 / starb Hans Steinmetz am / Laurentiustag, Meister der / Kirche und des Spitals und / in Salzburg, zu Ötting, zu / Straubing und zu Wasserburg / dem Gott gnädig sei)